# Wehrkirche (Finkenbach-Gersweiler)
Die Wehrkirche in Finkenbach-Gersweiler steht am südlichen Ortsrand von Finkenbach-Gersweiler im Donnersbergkreis. Bereits 1304 urkundlich erwähnt, diente die Wehrkirche bei Gefahrensituationen während des Mittelalters als Rückzugsort für die Dorfbevölkerung.

## Geschichte

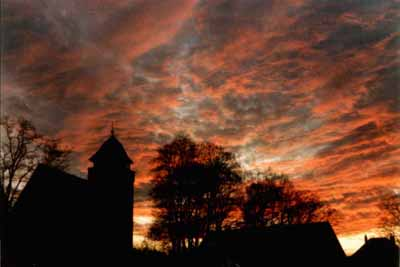
Die Wehrkirche Finkenbach im Abendrot

Dass Finkenbach auch kirchlich schon im frühen Mittelalter eine nicht unbedeutende Rolle spielte, beweist der wuchtige Trutzbau der ehemaligen Wehrkirche. Bereits im Jahre 1384 ist der Pastor Thomas nachweisbar. Wann die erste gottesdienstliche Handlung auf dem Kirchberg, dem  Veitsberg, in Finkenbach ausgeübt wurde, ist nicht bekannt.
Die erste urkundliche Erwähnung der Kirche stammt aus dem Jahre 1304. Ihre Schutzpatronen waren im Laufe der Zeit die Heilige Maria, der Heilige Vitus, der Heilige Nikolaus und Johannes der Täufer. Im Mittelalter bestand eine Bruderschaft „unserer lieben Frauen“ mit eigenem Altar. 1401 kam die Kirche zum Landkapitel Münsterappel. Im Jahre 1409 wurde sie zur Wallfahrtskirche erhoben. Zu Beginn der vier Jahreszeiten (1. Fastenwoche, Pfingstwoche, nach dem 14. September und nach dem 13. Dezember) erfolgten Wallfahrten zu den Quatembermessen. An diese Zeit erinnern vor allem die Wandmalereien von um 1470 im Chor der Kirche. 1540 wurde Finkenbach lutherische, 1818, mit der Kirchenunion in der Pfalz, schließlich eine uniert-protestantische Pfarrei. Von 1684 bis 1888 hatte die kleine Minderheit der Katholiken ein eingeschränktes und umstrittenes Simultanrecht in der Kirche.

## Beschreibung

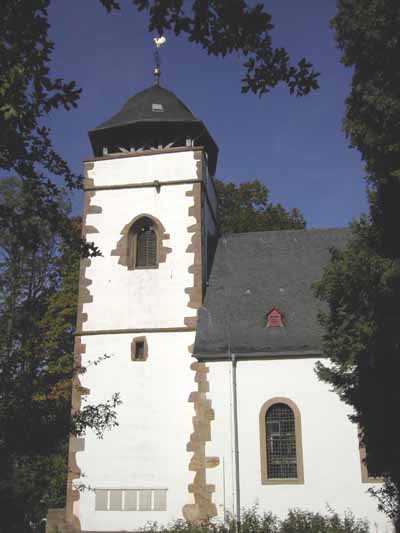
Wehrturm der Kirche
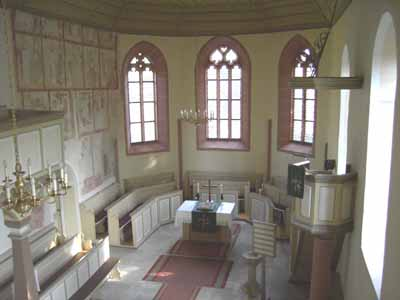
Chor
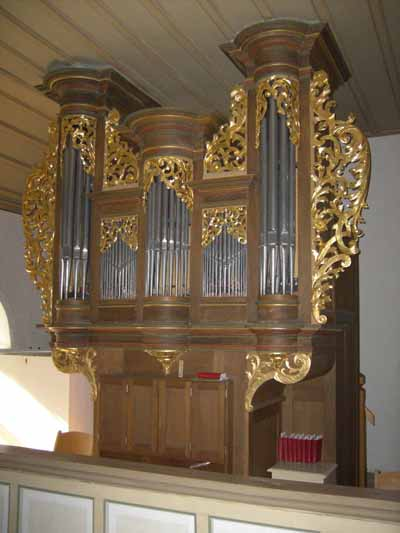
Stumm-Orgel

Der burgartige Wehrturm am südlichen Ortsausgang wurde vermutlich Mitte des 13. Jahrhunderts erbaut. Zusammen mit der Kirche, welche inmitten eines mit einer ovalen Ringmauer ummauerten Friedhofs stand, diente die Anlage in rauen Zeiten als letzter Zufluchts- und Verteidigungsort für die dörfliche Bevölkerung. Der Turm ist 22 Meter hoch, umfasst drei Stockwerke und hat 1,30 Meter starke Grundmauern. Schießkammern, Schießscharten, Pechnasen und die Überreste des ehemaligen Wehrganges erinnern an seine frühere Funktion. Die Barockhaube in Form eines achteckigen Helmes wurde 1757 als Wetterschutz und Glockenstuhl aufgesetzt. Zuvor zierte eine Wetterfahne mit Hohenfels-Reipoltskircher Wappen die Plattform. Bereits 1518 erfolgte der erste Glockenguss in Finkenbach. Infolge der beiden Weltkriege ist nur eine historische Glocke von I. M. Stocki von 1759 erhalten geblieben. Im Turmuntergeschoss sind der alte Turmhahn (1873–1992), sowie ein 1996 restauriertes Turmuhrwerk von Peter Lanzer aus Bisterschied von 1823 ausgestellt.
Der spätgotische Chor und Westturm wurden 1469 repariert und 1743 durch ein, dem Chor angepasstes, barockes Kirchenschiff verbunden. Das ursprüngliche Langhaus war schmaler und niedriger. Durch die Baumaßnahmen wurde 1469 das Kreuzgewölbe im Chorraum  durch eine Flachdecke ersetzt. Im Barock erfolgte schließlich der Einbau der heutigen Tonnendecke. Den Chor zieren drei Maßwerkfenster mit Fischblasenmotiven und Butzenglas.
Die Holz-Empore, das Gestühl und die Kanzel mit vergittertem Pfarrstuhl sind im schlichten Barockstil gehalten. Die Orgel stammt aus der Orgelbauwerkstatt Gebrüder Stumm aus Sulzbach im Hunsrück (1743). Davon ist nur der Prospekt original erhalten, das Orgelwerk wurde 1919 und 1962 durch Umbauten der Firmen Eberhard Friedrich Walcker und Gebrüder Oberlinger erneuert. Auch der Spieltisch ist dabei durch einen Klapptürentisch ersetzt worden. 1998 erfolgte eine Restaurierung.

### Wandmalereien
Einzigartig für die Pfalz sind die spätgotischen Wandmalereien an der Nordwand des Chores. Der Passionszyklus, entstanden um 1470, besteht aus 17 Einzelbildern in Seccotechnik. Er wurde vermutlich 1743 zugetüncht. Bei der jüngsten Kirchenrenovierung 1983 wurden die Malereien durch einen Zufall wiederentdeckt und 1997/98 nach Vorgaben des Landesdenkmalamts  restauriert. Die Bildreihenfolge lautet: Einzug nach Jerusalem, Säuberung des Tempels/Judasgeld, Heiliges Abendmahl, Gebet am Ölberg, Gefangennahme / Judaskuss, Vor Kaiphas, Vor Pilatus, Geißelung/Entkleidung, Dornenkrönung, Verspottung, Kreuztragung, Kreuzigung, Kreuzabnahme/Beweinung, Grablegung, Höllenfahrt, Schweißtuch der Veronika, Auferstehung, Engelmotive an der Sakramentsnische.

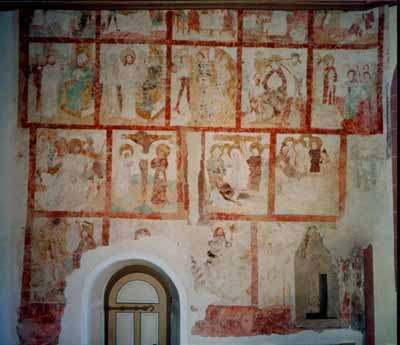
Spätgotische Wandmalereien
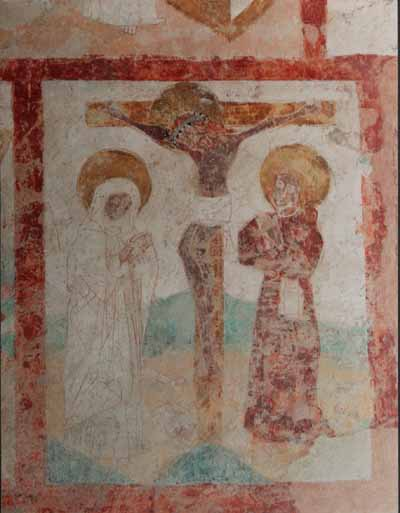
Bildfeld „Kreuzigung“
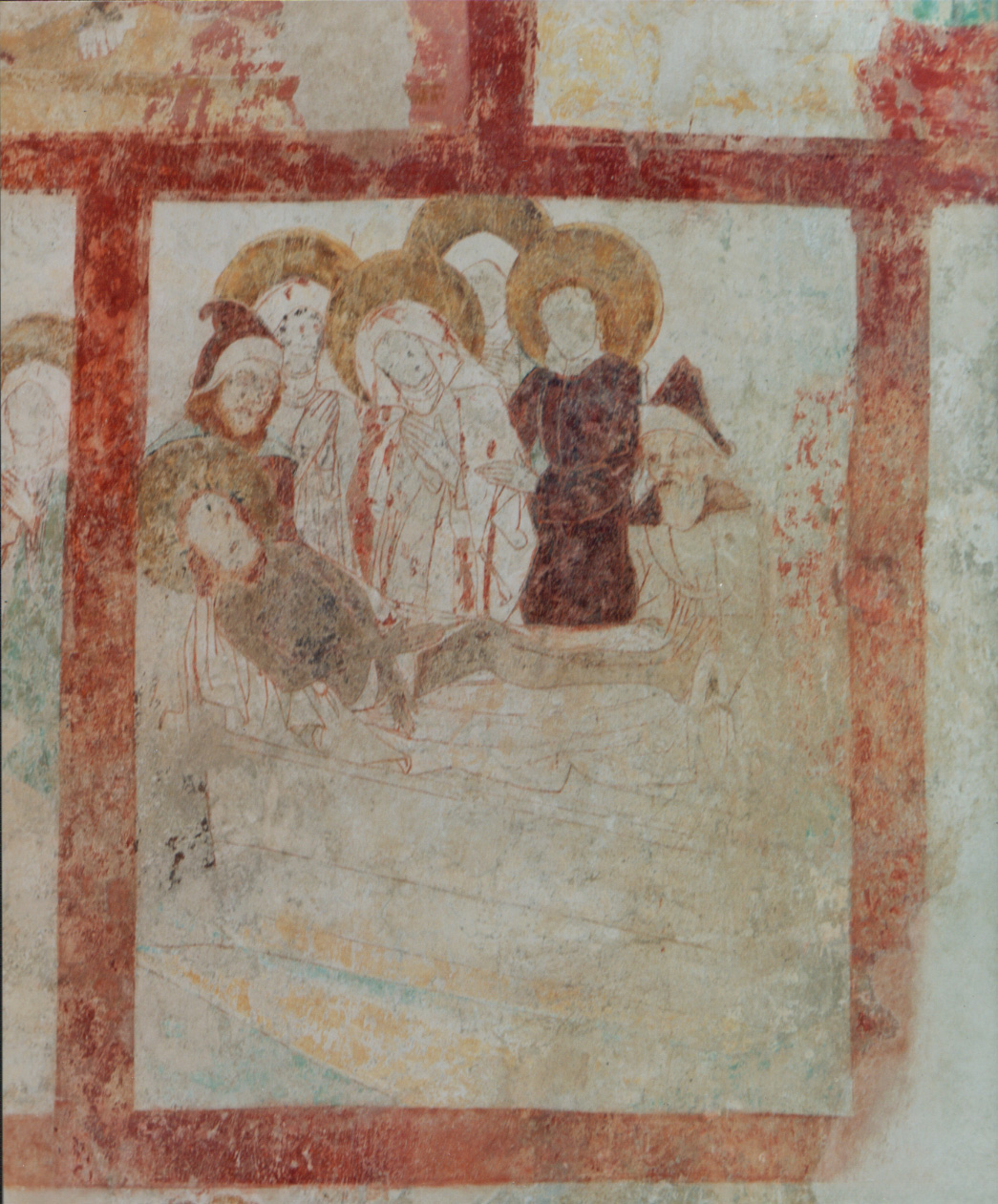
Bildfeld „Die Grablegung“

### Friedhof und Ehrenmal
Südlich der Kirche schließt seit 1878 der neue Friedhof mit altem Baumbestand an. Der alte Ehrenfriedhof für die Gefallenen der Weltkriege ist teilweise erhalten. Ebenso ein Ehrenmal aus dem Jahre 1921, umgeben von 18 Lebensbäumen, für die Opfer beider Weltkriege. Es wurde aus Niedereisenbacher Sandstein hergestellt.